# Sparganose

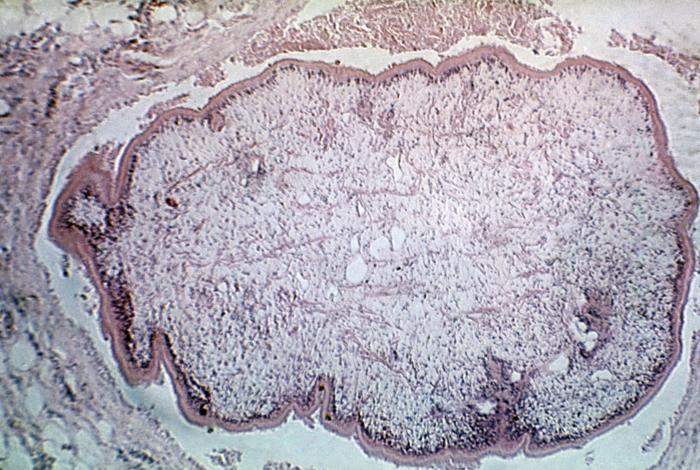
Proliferierendes Sparganum

Als Sparganose bezeichnet man eine Erkrankung des Menschen die durch das Sparganum – das mobile zweite Larvenstadium – des Bandwurms Spirometra erinacei-europaei hervorgerufen wird. Sie ist selten, zwischen 1953 und 2003 wurden 300 Fälle weltweit beschrieben, davon nur 7 in Europa.
S. erinacei-europaei kommt vor allem in Ostasien und im Mittelmeerraum vor. Der Bandwurm hat einen komplexen Lebenszyklus mit zwei Wirtswechseln. Menschen sind Transportwirte und infizieren sich vor allem mit dem Sparganum durch die Aufnahme von Kaulquappen oder ungenügend erhitzter Frösche und Schlangen. Unter Umständen kann eine Infektion durch versehentliches Verschlucken von Ruderfußkrebsen, den Trägern der ersten Larve, mit dem Wasser beim Schwimmen erfolgen.
Nach Aufnahme in den Körper kann die Larve verschiedene Organe befallen und sich in Augen, Muskulatur, Unterhaut, Bauchhöhle oder dem Gehirn ansiedeln. Die Krankheitssymptome sind abhängig von der Lokalisation des Sparganums. Der Befall des Gehirns kann Anfälle und Lähmungen verursachen. 
Der Parasit wird vor allem im Rahmen chirurgischer Eingriffe nachgewiesen und kann dabei gleich entfernt werden.